# ガーゴイルズ ザ・ムービー
『ガーゴイルズ ザ・ムービー』（原題：Gargoyles the Movie The Heroes Awaken）は、1995年に発売されたディズニーの長編アニメーション作品。日本未公開。

## 概要
1995年にビデオリリース。同じディズニー製作のアニメ映画『美女と野獣』の正式な半リメイク作品。テレビアニメシリーズ本編の1話から5話までの総集編にして、放送ではカットされたシーンを追加したビデオ長編作品（OVA）で、音声や効果音も本編と異なっており、映像もより鮮明となっている。新作カットにより本編と異なるシーンがあり、ガーゴイルの過去と未来の出来事など伝える紹介作品でもあり、デモーナやスティールクランロボットとの戦いなどを描く。主に、ゴライアス、デモーナ、エリサの活躍がメインとなっている。また本編では未登場だったアンジェラも冒頭に少しだけ登場している。ビデオの冒頭でデヴィッド・ザナトス役のジョナサン・フレイクスが案内人として登場し、キース・デヴィッド、マリーナ・サーティス、サリー・リチャードソンのインタビューも収録されている。映像特典として、冒頭に同時期に公開された『ライオン・キング』『マイティ・モーフィン・パワーレンジャー』『スーパー・ヒューマン・サムライ・サイバー・スクワッド』の予告映像も収録されている。『ライオン・キング』と『スーパー・ヒューマン・サムライ・サイバー・スクワッド』にはフランク・ウェルカーとキャス・スーシーが出演している。冒頭の時点で主人公が結婚しており子持ちであり、主人公夫婦が互いに殺し合いハッピーエンドで終わらない、初のディズニー作品である。

## ストーリー
舞台は西暦994年、イギリスのスコットランドのワイバーン城。バイキング族長ヘイコン達により城が落城寸前となったとき、日没によりゴライアスら鳥獣の魔物ガーゴイル達が目覚め、城は救われたものの、翌日には守衛の隊長の裏切りにより王女が死んだと勘違いしたメイガスにより、6人のガーゴイルが呪いにより彫像にされてしまう。それから1000年後、1994年の初頭、デヴィッド・ザナトスとデモーナにより、再び6人のガーゴイルが現代のマンハッタンで覚醒するのであった。そして、ゴライアスは人間の女性で刑事のエリサ・マーザと出会い、はじめはエリサに恐怖心と疑惑を抱くゴライアスだったが、次第に信用し、愛と正義を学んでいく。そしてゴライアスはマンハッタンに住み、町と人間を守っていくことを決意する。しかし、ゴライアスの妻デモーナはそれをよしとせず、次々に刺客を送り込んでくる。

## 登場人物
ゴライアス
声 - キース・デイヴィッド
本作の主人公。ワイバーン城をバイキングから守る役目を担っているガーゴイル達のリーダーで次長は妻のデモーナである。体色は紫色。じきに卵から孵化する娘のアンジェラの誕生を待ちわびていた矢先に隊長の裏切りにより7人の仲間達以外は全て破壊されてしまい、生き残ったハドソンらもメイガスの呪いにより石化されたことに絶望し自らも呪いにより彫像化する。1000年後にザナトスとデモーナにより蘇らされ、マンハッタンを守ることを決意する。1000年間呪いにより石化していた間に太陽光を吸収し続けていたため現代編では過去編よりも戦闘能力が高くなっている。ラストでデモーナに殺されそうになるが、エリサに助けられる。
エリサ・マーザ　
声 - サリー・リチャードソン
本作の準主役でニューヨーク市警の刑事。復活したマンハッタン一族との出会いにより共にマンハッタンを守っていこうとする。使命感が強く優秀な警察官である。ラストでは間接的とはいえラスボスであるデモーナとザナトスを同時に倒すという活躍を見せた。
アンジェラ
声 - ブリジット・バーコ
ゴライアスとデモーナの娘。追加シーンの冒頭に少しだけ登場し、過去の出来事を解説している。温厚な性格で両親譲りなためか戦闘能力は高い。
ハドソン
声 - エドワード・アズナー
元ガーゴイル達のリーダーだった老いたガーゴイル。マンハッタン一族の中で唯一剣の使い手で戦闘での経験値はかなり高い。
ブルックリン
声 - ジェフ・ベネット
後にガーゴイルのサブリーダーとなるガーゴイルでバイクが好きである。体色は赤色。
レキシントン
声 - トム・アドコックス＝エルナンデス
緑色のガーゴイルで一族の中で一番小さい。ガーゴイル達の中で2番目に動きが素早く、機械を扱える。
ブロードウェイ
声 - ビル・ファッガーバッケ
青い体色のガーゴイルで大食漢。食べることがなによりも好き。
ブロンクス
声 - フランク・ウェルカー
青い体色のガーゴイルの犬で人間並みの巨体を誇っている。マンハッタン一族の番犬である。
キャサリン王女
声 - キャス・スーシー
ワイバーン城の王女。最初はガーゴイルを汚らわしい獣として嫌っていたが、隊長とヘイコンから助けられたことにより和解する。その後、ガーゴイルの卵を守るために旅立って行った。
トム
城の人間の中で唯一ガーゴイル達を信頼していた少年。王女達と共に旅立った。
メイガス
声 - ジェフ・ベネット
王女の側近の魔法使いでマンハッタン一族を1000年間の眠りにつかせた張本人。後に王女らと卵を守るため旅に同行する。
メアリー
声 - キャス・スーシー
トムの母親。後に王女らと旅立つ。

## 敵
デモーナ
声 - マリーナ・サーティス
不老不死のガーゴイルでマンハッタン一族の宿敵にしてゴライアスの妻。体色は水色で赤髪の長髪。隊長が城を落城させることを知っていたものの城の人間を嫌っていたためあえて無視していたが、それが原因で仲間達が破壊されるという結果を引き起こしてしまう。以後、仲間を奪った人間に憎悪を抱いている。現代編でザナトスと組んでマンハッタン一族を利用するために復活させた。最後はゴライアスをバズーカで殺すとするも、エリサに敗れザナトスタワーから転落して死亡したが、後に打倒ゴライアスの妄念で復活を遂げる。
スティールクランロボット
ザナトスが制作したゴライアスそっくりなロボット。超合金製の外装と右腕のレーザーガンを武器とする。複数登場し大軍でゴライアスらと激闘を展開するも全て破壊されてしまった。戦闘能力は低い。
デヴィッド・ザナトス
声 - ジョナサン・フレイクス
自分の作った会社で社長をしている大富豪でマンハッタン一族を復活させた人物。最初は友好関係を装っていたが後に邪魔になると判断したゴライアスらを始末しようとした。最後は間接的とはいえエリサに倒されフロッピーの盗難の容疑で警察に逮捕された。
オーエン・バーネット
声 - ジェフ・ベネット
ザナトスの秘書で常にポーカーフェイス。終盤ザナトスに協力しガーゴイルロボを制作した。ザナトス同様遊びが好きだがそれほど悪人ではない。
ヘイコン
バイキング族長でワイバーン城を落城させた人物。危険と判断し彫像形態のゴライアスの仲間達を他のバイキングと共に破壊した。最後は隊長と崖の上で争いだし共に転落死する。実はザ・パックのメンバーの1人であるサイバーウルフの先祖でもある。
隊長
ワイバーン城を警護する守衛の隊長を務めていたが、王女の伯父に身代金を要求するためにワイバーン城を落城させた。ただし、本人は完全な悪人というわけではない。
バイキング軍団
ヘイコンの配下のバイキング軍団。一度はガーゴイルらに撃退されるが隊長の裏切りにより城を落城させガーゴイル達を破壊することに成功するも、最後はゴライアスらに追い払われ全員が逃亡した。

## カットされたシーン
本作では本編にはあったが、ビデオとしては不適切とされたシーンが削除された。削除・変更されたシーンは以下の通りである。
- 本編第1話あったゴライアスがバイキング兵士をワイバーン城から転落死させるシーン→藁の上に落ちた音を入れて藁の上に落ちたように変更。
- エリサがザナトス特攻部隊の隊員を銃撃戦で射殺するシーンがカット。